# Kurink Hockey Club
Il Kurink Hockey Club è un club di hockey su pista avente sede a Hasselt in Belgio.